# Verilus sordidus
Verilus sordidus är en fiskart som beskrevs av Poey, 1860. Verilus sordidus ingår i släktet Verilus och familjen Acropomatidae. Inga underarter finns listade i Catalogue of Life.